# Gouvernement de Toula
1796–1928
Entités suivantes :
- Oblast industriel du Centre

Le gouvernement de Toula (en russe : Тульская губерния) est une division administrative de l’Empire russe, puis de la R.S.F.S.R., située en Russie centrale avec pour capitale la ville de Toula. Créé en 1796 le gouvernement exista jusqu’en 1929.

## Géographie
Le gouvernement de Toula était bordé par les gouvernements de Moscou, Riazan, Tambov, Orel et Kalouga.
Le territoire du gouvernement de Toula est maintenant réparti entre les oblasts de Toula, Moscou et Orel.

## Histoire
Le gouvernement a été créé en 1796 à la suite de la réforme de la province (namestnitchestvo) de Toula. En janvier 1929 le gouvernement est supprimé et son territoire fait partie de l’oblast industriel du Centre (renommé oblast de Moscou en juin 1929).

## Subdivisions administratives
Au début du XXe siècle le gouvernement de Toula était divisé en douze ouïezds : Aleksine, Beliov, Bogoroditsk, Veniov, Iepifan, Iefremov, Kachira, Krapivna, Novossil, Odoïev, Toula et Tchern.

## Population
En 1897 la population du gouvernement était de 1 419 456 habitants, à 99,5 % russe avec de petites minorités ukrainiennes, polonaises et juives.